# Cabrières, Gard
Cabrières este o comună în departamentul Gard din sudul Franței. În 2009 avea o populație de 1.324 de locuitori.

## Evoluția populației
| An        | 1975 | 1982 | 1990 | 1999  | 2006  | 2009  |
| --------- | ---- | ---- | ---- | ----- | ----- | ----- |
| Populație | 337  | 570  | 875  | 1.117 | 1.284 | 1.324 |